# Dictyna annexa
Dictyna annexa là một loài nhện trong họ Dictynidae.
Loài này thuộc chi Dictyna. Dictyna annexa được Willis J. Gertsch & Mulaik miêu tả năm 1936.